# Stati Uniti d'America contigui

Gli Stati Uniti contigui

Con l'espressione Stati Uniti d'America contigui (Contiguous United States, o ufficialmente Conterminous United States) si indica generalmente il blocco di stati degli Stati Uniti d'America che confinano tra loro escludendo i confini esterni, ovvero quelli compresi tra il confine con il Canada a nord e quello con il Messico a sud.
Ne sono quindi esclusi l'Alaska, le Hawaii, e qualsiasi altro possedimento o territorio d'oltremare statunitense (quali Guam, Porto Rico, Isole Marianne Settentrionali, Samoa Americane e Isole Vergini Americane). Alternativamente, l'espressione Stati Uniti continentali comprende anche l'Alaska, trovandosi essa nel continente nordamericano, ma esclude le Hawaii e gli altri possedimenti insulari statunitensi.

## Caratteristiche
Gli stati compresi in questo blocco sono quarantotto, più il Distretto di Columbia, che ne fa parte pur non essendo un vero e proprio Stato. Prima del 1959, con soli quarantotto stati riconosciuti, gli Stati Uniti contigui coincidevano con gli Stati Uniti d'America essendo l'Alaska e le Hawaii dei possedimenti.
I quarantotto stati e il Distretto di Columbia insieme hanno una superficie di 7.825.267,25 km², di cui 7.663.941,71 km² sono terre emerse (l'83,65% di tutte quelle statunitensi) e 161.325,54 km² sommerse (corrispondenti al 62,66% di tutte quelle statunitensi). Al censimento del 2010 la loro popolazione era di 306 675 006 abitanti, pari al 99,33% dell'intera nazione.

### Punti estremi
- Nord: Northwest Angle, Minnesota
- Sud: Ballast Key, Florida
- Est: Lubec, Maine
- Ovest: Capo Alava, Washington

## Altre definizioni
La sigla CONUS è un'abbreviazione usata dalla Marina degli Stati Uniti e ha lo stesso significato di Stati Uniti "contigui" o "contermini".
L'espressione i 48 inferiori o i 48 più meridionali (the Lower 48) è usata in Alaska per indicare gli "Stati Uniti contigui" (cioè quelli più a sud dell'Alaska stessa), ma può invece includere anche le Hawaii (che fa parte degli Stati Uniti meridionali rispetto all'Alaska stessa).
Infine, the Mainland o US Mainland (il Continente) è usato alle Hawaii per indicare gli "Stati Uniti continentali".